# Emanuele Bellorado
Emanuele Maria Bellorado (Napoli, 2 luglio 1765 – Napoli, 29 ottobre 1833) è stato un arcivescovo cattolico italiano.

## Biografia
Emmanuele Maria Bellorado nacque a Napoli il 2 luglio 1765, da Bonaventura e Teresa Fusco. Entrò nell'Ordine dei frati predicatori dedicandosi allo studio della teologia e filosofia.
Ordinato sacerdote, fu professore nel convento di San Domenico Maggiore, a Napoli. Nominato da papa Leone XII vescovo di Catanzaro, fu trasferito nel 1828 all'arcidiocesi di Reggio Calabria. Ne fu arcivescovo dal 1828 al 1829. La città viveva un periodo di contese e ribellioni che preoccupavano il governo borbonico e Bellorado si pose come garante della pace agendo per garantire il mantenimento dell'ordine pubblico. Nominato vescovo di Sant'Agata de' Goti e Acerra nel 1829, morì a Napoli il 29 ottobre 1833 nel convento di San Domenico Maggiore.

## Opere
- Panegirici: opera fondata sulla dottrina dell'Angelico Dottore S. Tommaso D'Aquino, 3 voll., Napoli, Tip. Trani, 1832.
- Omelie (1844/1845)
- Prediche quaresimali: raccolte varie (1848)
- Quaresimale, Napoli, Di Pierno, 1876.

## Genealogia episcopale
La genealogia episcopale è:
- Cardinale Scipione Rebiba
- Cardinale Giulio Antonio Santori
- Cardinale Girolamo Bernerio, O.P.
- Arcivescovo Galeazzo Sanvitale
- Cardinale Ludovico Ludovisi
- Cardinale Luigi Caetani
- Cardinale Ulderico Carpegna
- Cardinale Paluzzo Paluzzi Altieri degli Albertoni
- Papa Benedetto XIII
- Papa Benedetto XIV
- Papa Clemente XIII
- Cardinale Enrico Benedetto Stuart
- Cardinale Francesco Bertazzoli
- Arcivescovo Emanuele Bellorado, O.P.